# Albert Hirsch
Pour les articles homonymes, voir Hirsch.
Albert Hirsch est un artiste contemporain français né le 25 février 1940 à Garches. Il vit en France et s'est fait connaître pour ses sculptures en métal, en bronze, et en ardoise. Il est également peintre.

## Jeunesse
C'est dans la maison pour enfants dirigée par Serge Pludermacher qu'Albert Hirsch découvre sa sensibilité artistique. La chorale y est dirigée par Serge Gainsbourg qui y enseigne aussi le dessin, mais c'est surtout au contact de Nina Alexandrovna Tikhonova, la danseuse et chorégraphe et du peintre Isaac Dobrinsky qu'Albert Hirsch prend goût pour tous les arts,,.
Dès 1955 il travaille comme couturier tout en prenant des cours du soirs aux arts appliqués dans la classe de Maurice de Bus. Ses premières sculptures, des nus en plâtres, sont marquées par l'influence de Rodin mais ont la particularité de n'être jamais issus du modelage.
Passionné de jazz et lui-même batteur amateur, il fréquente les clubs, dessine les musiciens et se lie d'amitié avec le batteur Kenny Clarke (auprès de qui il prendra des leçons) et le violoniste Stéphane Grappelli.

## Premiers travaux
C'est la fréquentation de l'atelier Brancusi au musée d'art Moderne de Paris (la création du monde, Madame Pogany et La colonne sans fin) qui va le faire évoluer vers un langage plus abstrait.
Il réalise la sculpture Africa en cuivre repoussé en 1967 qu'il dédiera à John Coltrane et entame cette même année sa série des éploiements en plâtre et polyester dédiée à René Char.  
En 1968, il envoie plusieurs de ses travaux à René Char, qui deviendra son ami et un soutien clé dans son développement artistique.
De 1970 à 1973, il expose au salon de la jeune sculpture.
Dès 1972, il réalise ses premières sculptures en bronze et fait sa première exposition personnelle à la Galerie Mony Calatchi. Calatchi est également marchand pour Poliakoff, Atlan et Leon Zak.
Ses premières sculptures en bronze portent déjà en elles tous les éléments du langage d'Albert Hirsch : le mouvement, la vitesse, la tension et les rapports à l'équilibre qui donnent à son œuvre une vision nouvelle pour la sculpture : vers plus de légèreté et d'espace en opposition à la sculpture de l'époque qui prône le bloc et le gigantisme.
Pour le 30e anniversaire du festival d'Avignon en 1978, il réalise les costumes et la scénographie pour le ballet "Afin qu'il n'y soit rien changé" de René Char. La chorégraphie est signée Jean Guizérix et Wilfride Piollet, danseurs étoiles à l'opéra de Paris.

## L'aventure Dada Cuirs
Parallèlement à son activité de sculpteur, il crée en 1972 une marque de vêtements spécialisée dans le cuir, Dada Cuirs qui le rendra célèbre dans le milieu de la moto et de la mode sous le pseudonyme "Monsieur Dada". Il collabore avec Hermes pour une série de création de vêtements.
Il est aussi sponsor de plusieurs coureurs moto dont les plus connus sont Michel Rougerie, Jean-Claude Chemarin et Bernard Fau.
Coluche battra le record mondial de vitesse muni d'une combinaison Dada Cuirs.
Malgré le succès de la marque, Dada cuirs est surtout un moyen de réaliser des sculptures demandant plus de moyens financiers. Il ferme définitivement les deux magasins parisiens en 1987.

## Le virage monumental
C'est Françoise Tournié qui devient en 1980 son marchand et présente des bronzes et des pierres à la FIAC durant 4 ans en compagnie de Masson, Matta, Gleizes et Papazov.
En 1987, pour les 80 ans de René Char, il expose à la demande du poète, une trentaine de sculptures au musée Cogolin en compagnie de peintres et de danseurs. Il rencontre pendant l'événement le poète et critique d'art Maurice Benhamou, avec qui il entame une proche collaboration.
Au même moment, il expose sa première ardoise, remarquée et nommé "Empreinte" par Edmond Jabes, au musée Pétrarque au côté de dessins de Giacometti et de gravures de Viera Da Silva.

### Sculptures en métal
Le milieu des années 1980 marque un tournant dans sa démarche pour se tourner vers des sculptures en métal monumentales.
Il réalise un projet d'un monument central pour l'Opéra de la Bastille et entame tout une série de sculptures en acier.
En 1990, le Conseil général de la Somme lui commande une sculpture pour la commémoration de la bataille de la Somme à Maurepas. La sculpture, toujours visible, s'intitule : Deux traits de lumière.
Il s'intéresse également au rapport entre l'eau et l'acier et réalise une série de trois "Sculptures d'eau" qui ont la particularité de faire ruisseler l'eau sur l'acier en sortant de l'image de la fontaine traditionnelle (jets d'eau et bassin). Vivant dans le nord de la France, il expose nombre de ses recherches dans la région (à Amiens et à Saint Riquier).

### Le Ring
En 2004, il est invité par le Sénat à réaliser une exposition personnelle dans les jardins du Luxembourg.
C'est la première fois qu'est montré Le Ring, anneau de fer incliné de 12 mètres de diamètre.
Le poète Maurice Benhamou écrivit : « Une belle œuvre d’art a toujours une dimension éthique. Le Ring nous dit ce qu’aucune sculpture ne nous avait dit avant elle : « Asseyons-nous ensemble ». » Habitué à inviter des musiciens et danseurs à ses expositions, le "Ring" constitue un aboutissement d'une pensée de la sculpture vers les hommes et les autres arts.
L'œuvre est remontrée en 2012 à Amiens lors d'une exposition personnelle de 12 sculptures dans le centre-ville. Le Ring est acheté par la ville à l'issue de l'exposition et installée dans le square Saint-Denis.

## Œuvre
Bien qu'issue de l’influence des grands sculpteurs passés (Rodin et Brancusi) et pouvant être associé au courant minimaliste, l'œuvre d'Albert Hirsch s'est dès 1967 éloignée des langages traditionnels tant par les matériaux que par les sujets qui sont centrés autour de l'émotion des rythmes, du mouvement et de l'espace.

## Galerie d’œuvres

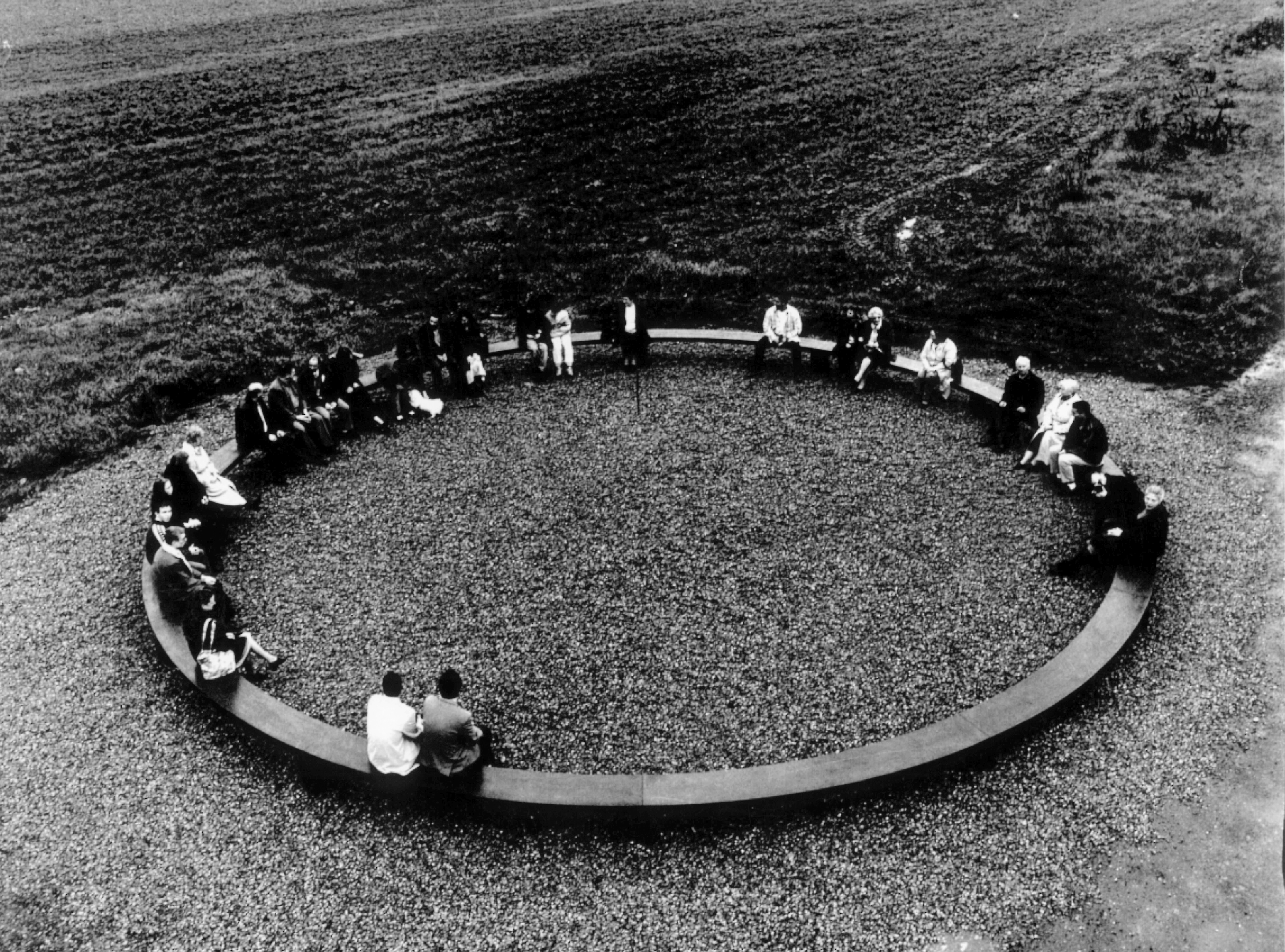
Ring (2001)
Trois Arcs fermés (2004), Jardin du Luxembourg, Paris
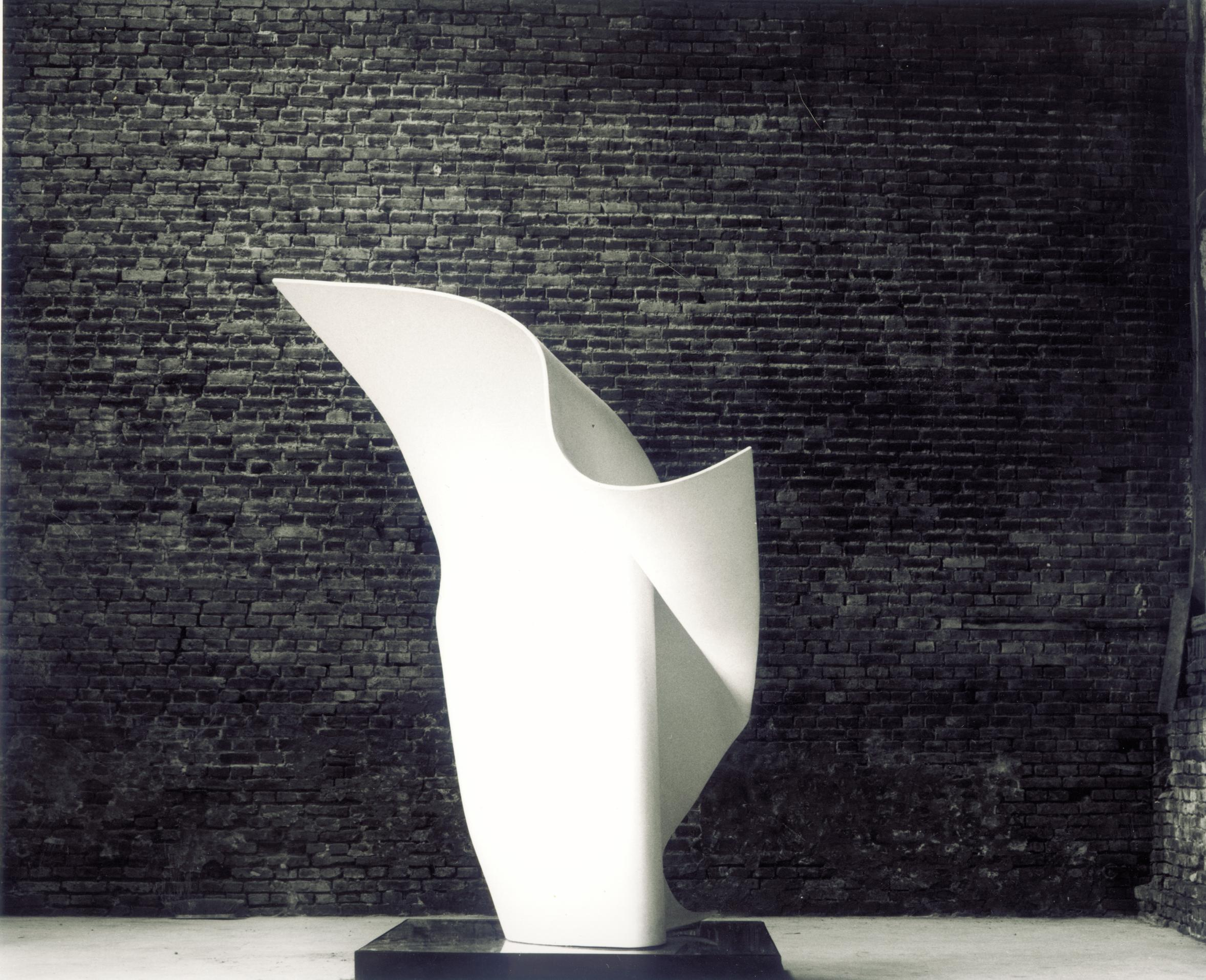
Le Grand Éploiement (1968), dédié à René Char
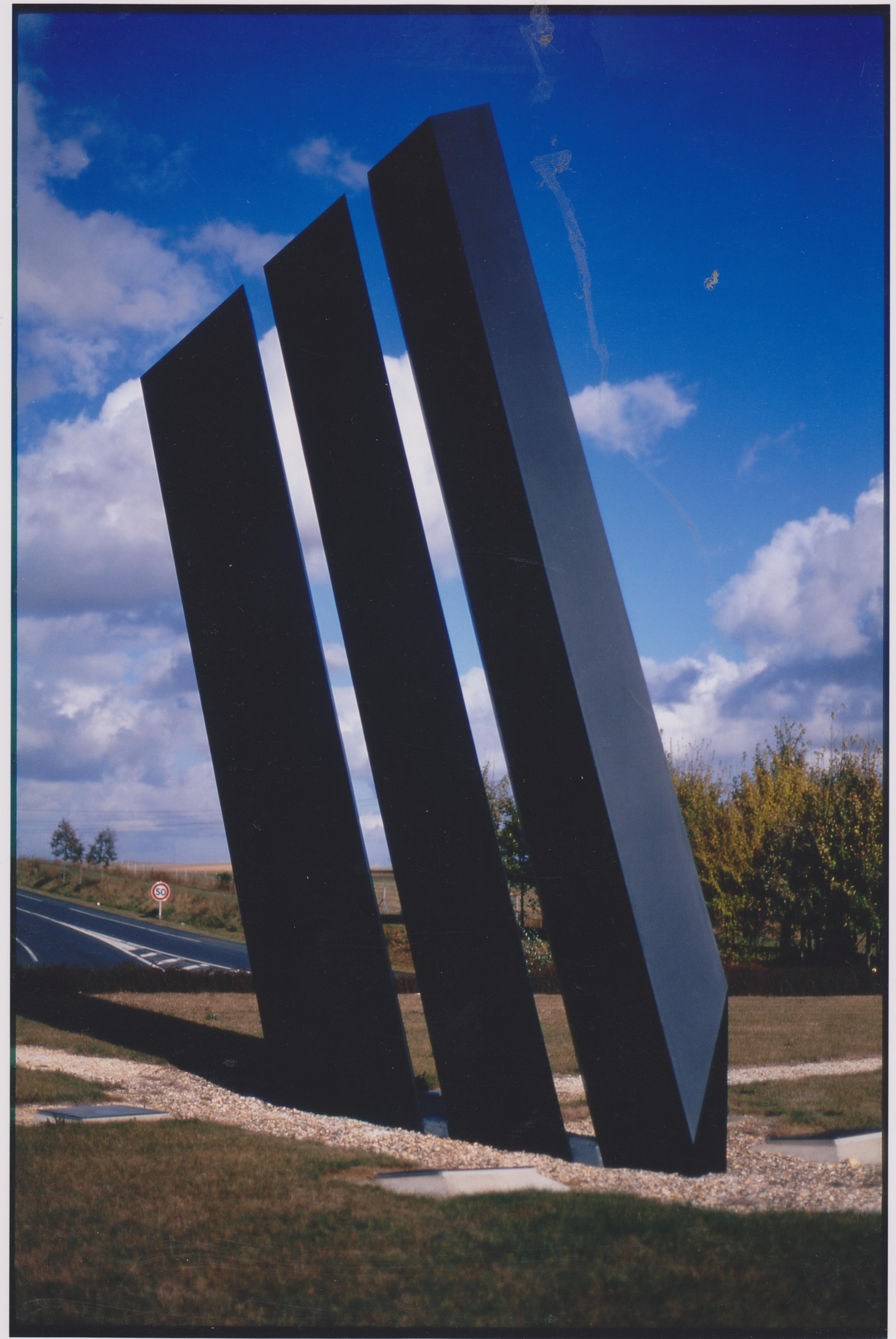
Deux Traits de lumière (1988), Maurepas